# Vateriopsis seychellarum
Vateriopsis es un género botánico con una especie de plantas de flores perteneciente a la familia Dipterocarpaceae. Su única especie: Vateriopsis seychellarum es originaria de las Seychelles.

## Taxonomía
Vateriopsis seychellarum fue descrita por (Dyer) F.Heim y publicado en Bulletin de la Société Botanique de France 39: 149. 1892.
Sinonimia
- Vateria seychellarum Dyer	[3]